# Игре глади: Лов на ватру
Игре глади: Лов на ватру (енгл. The Hunger Games: Catching Fire) амерички је дистопијски научнофантастично-авантуристички филм из 2013. године, снимљен по роману Лов на ватру Сузан Колинс, другог дела трилогије Игре глади. Наставак је филма Игре глади (2012) и други је филм у истоименом серијалу. Филм је режирао Франсис Лоренс, а сценарио су написали Сајмон Бофој и Мајкл Арнт. Главне улоге у филму тумаче Џенифер Лоренс, Џош Хачерсон, Лијам Хемсворт, Вуди Харелсон, Елизабет Бенкс, Лени Кравиц, Филип Симор Хофман, Џефри Рајт, Стенли Тучи и Доналд Садерланд. Радња је смештена неколико месеци након догађаја из претходног филма; трибути из Дистрикта 12, Кетнис Евердин и Пита Меларк, безбедно су се вратили кући након што су победили на 74. Играма глади. Кроз причу, Кетнис осећа да побуна против тиранског Капитола вреба широм осталих дистриката.
Снимање је почело 10. септембра 2012. у Атланти, након чега се преселило на Хаваје. Филм је премијерно приказан 11. новембра 2013. у Лондону, а у америчким биоскопима је објављен 22. новембра исте године. Оборио је рекорде за најуспешнији премијерни викенд у новембру, као и за највећу зараду током прва три и првих пет дана приказивања око Дана захвалности, надмашујући претходни филм. Био је филм са највећом зарадом у Сједињеним Државама 2013. године и постао је први 2Д филм после Мрачног Витеза (2008) који се пласирао у врх листе најпрофитабилнијих филмова године, као и први филм са главним женским ликом након Истеривача ђавола (1973) који је ово успео. Зарадио је 865 милиона долара широм света, тако поставши пети филм по заради из 2013, најуспешнији филм компаније Lionsgate и најуспешнији филм у серијалу.
Критичари су позитивно оценили филм, који је нашироко сматран побољшањем у односу на свог претходника, уз образложење да је ово „самопоузданији и углађенији филм”; такође је похваљена и глума Џенифер Лоренс, а многи га сматрају најбољим филмом из серијала. Такође је номинован за многе награде, међу којима су Филмска награда по избору критичара за најбољи акциони филм и награда Сатурн за најбољи научнофантастични филм. За своју улогу, Лоренсова је по други пут била номинована за награду Емпајер за најбољу глумицу, као и награду Сатурн и Филмску награду по избору критичара, у истој категорији. Песма из филма „Atlas” била је номинована за награду Греми, као и награду Златни глобус за најбољу оригиналну песму. Прати га Игре глади: Сјај слободе, дводелни наставак и финале франшизе; 1. део је изашао 2014, а 2. део 2015. године.

## Радња
Неко време након што су се Кетнис Евердин и Пита Меларк вратили у Дистрикт 12 након победе на 74. Играма глади, председник Сноу посећује Кетнис и објашњава да су њени поступци на Играма надахнули устанике. Наређује јој да искористи предстојећу победничку турнеју како би убедила људе да су њени поступци били из љубави, а не из пркоса Капитолу, упозоравајући је да ће у противном њена породица, пријатељи и Дистрикт 12 пропатити. Међутим, њени напори се показују безуспешним. Током турнеје, Кетнисин ментор, Хејмич Абернати, упозорава је да ће она и Пита, као победници попут њега, сада морати да буду ментори будућим трибутима и да ће приказивање њихове љубави бити приморано да се настави до краја њихових живота.
Мировне снаге долазе у Дистрикт 12 како би се зауставиле илегалне активности, а Кетнисин пријатељ Гејл јавно је избичеван након напада на главног мировњака. Међутим, Хејмич, Пита и Кетнис користе свој утицај као победници Игара глади како би спасили Гејла од погубљења. Ово се емитује на државној телевизији; као одговор, председник Сноу одлучује да победници Игара глади имају превише моћи и да их треба искоренити. Он најављује да ће предстојеће Игре глади − 75. по реду и треће Четвртвековно затомљење − укључивати трибуте одабране од претходних победника. Кетнис је девастирана, знајући да ће бити приморана да учествује пошто је она једини живи женски победник из Дистрикта 12, па се посвећује осигуравању да Пита преживи. На дан жетве, извлачи се Хејмичово име, али Пита се одмах добровољно пријављује и заузима његово његово место.
Хејмич открива да су трибути бесни због тога што су присиљени да се врате на Игре и највероватније ће покушати да их зауставе. За свој интервју пред Игре, Кетнис носи венчаницу, по наруџбини председника Сноуа, али њен стилиста Сина измењује је тако да се трансформише у симбол креје. Пита најављује да он и Кетнис, који су раније најавили своју веридбу током победничке турнеје у неуспешном покушају да утишају Дистрикте, очекују дете. Грађани протествују тражећи да се Игре не одрже, али безуспешно. Непосредно пре него што Кетнис изађе у арену, мировњаци пред њом жестоко претуку Сину као казну за његову измену хаљине, а затим га одвлаче са собом.
У Играма, Кетнис се удружује са трибутима из Дистрикта 4, Фиником Одером и старицом Мегс, његовом менторком. Кад поље силе арене шокира Питу, заустављајући његово срце, Финик га оживљава. Група је тада приморана да побегне од отровне магле; пошто Пита не може да настави, Мегс се жртвује како би Финик могао да му помогне. Нападају их мандрили, а Питу неочекивано спашава трибут који се скривао, жртвујући себе. Група бежи на плажу, где Финик поздравља Вајрес и Битија из Дистрикта 3 и Џоану Мејсон из Дистрикта 7. Вајрес понавља фразу „тик-так”, што Кетнис води до сазнања да је арена дизајнирана као сат, са непромењивим опасностима које сваки сат садржи унутар своје зоне. Вајерс тада убија Глос, један од каријериста, кога након тога убија Кетнис, док Џоана убија његову сестру. Финика повређује други каријериста, а Творци Игара врте сат како би дезоријентисали трибуте.
Бити предлаже да остатак каријериста намаме на мокру плажу, где ће осигурати да их ударити струја, што је исти начин којим је раније победио на Играма. Група се раздваја како би припремила замку. Кад се појаве Брутус и Енобарија, Џоана сече трагач из Кетнисине руке и бежи. Кетнис проналази онесвешћеног Битија. У немогућности да пронађе Питу и чувши топ (који сигнализује Брутусову смрт), Кетнис умало убија Финика, мислећи да их је издао, али он је подсећа да се присети ко је прави непријатељ. Кетнис причвршћује жицу на стрелу и са њом пуца на кров арене, баш у тренутку кад муња погоди оближње дрво на које је причвршћена жица. Кров арене се ломи и удар муње парализује Кетнис и онеспособљава Финика. То такође узрокује прекид напајања електричном енергијом који руши куполу и онеспособљава сигурносне камере, спречавајући Капитол да посматра догађаје.
Кетнис се буди у летелици са онесвешћеним Битијем. Проналази Хејмича, Финика и Плутарха Хевенсбија, новог главног Творца Игара, за кога се открива да је побуњеник против председника Сноуа. Кетнис сазнаје да путују у Дистрикт 13, штаб побуне, као и да је половина трибута учестовала у завери како би помогла Кетнис да побегне, пошто је она симбол растуће побуне. Сазнавши да Пита и Џоана не могу бити спасени и да су сада заробљени у Капитолу, побеснела Кетнис напада Хејмича јер он није одржао своје обећање да ће заштитити Питу, али брзо јој дају седатив који је смирује. Она се буди и проналази Гејла поред себе. Он је уверава да је њена породица на сигурном, али открива и да је Дистрикт 12 уништен након што је председник Сноу сазнао за заверу побуњеника.

## Улоге
- Џенифер Лоренс као Кетнис Евердин
- Џош Хачерсон као Пита Меларк
- Лијам Хемсворт као Гејл Хоторн
- Вуди Харелсон као Хејмич Абернати
- Елизабет Бенкс као Ефи Тринкет
- Лени Кравиц као Сина
- Филип Симор Хофман као Плутарк Хевенсби
- Стенли Тучи као Сизар Фликерман
- Доналд Садерланд као председник Кориолан Сноу
- Тоби Џоунс као Клаудије Темплсмит
- Џефри Рајт као Бити
- Аманда Пламер као Вајрес
- Сем Клафлин као Финик Одер
- Џена Малон као Џоана Мејсон
- Лин Коен као Мегс
- Вилоу Шилдс као Примроуз Евердин
- Пола Малкомсон као госпођа Евердин
- Мета Голдинг као Енобарија
- Бруно Ган као Брутус
- Алан Ричсон као Глос